# 올림픽교차로 환승센터
올림픽교차로 환승센터는 대한민국 부산광역시 해운대구 우동에 있는 APEC로에 위치한 시내버스 환승센터이다. 근처에 벡스코가 있으며, 벡스코역으로 환승이 가능하다.

## 연혁
- 2018년 2월 20일: 정식 영업 개시

## 승강장[1]
해당 환승센터를 이용하는 모든 버스 노선은 부산광역시의 시내버스이다.

### 1번 (회차 노선·급행버스해운대역방향 승강장)
- ● 부산광역시 도시형버스 107번: 재송역, 반여농산물시장역, 철마면사무소, 정관신도시, 정관읍사무소
- ● 부산광역시 도시형버스 139번: 해운대해수욕장, 해운대 엘시티 더샵, 신해운대역, 송정역, 대변리, 기장역, 기장읍, 청강리공영차고지
- ● 부산광역시 급행버스 3006번: 해운대역, 장산역, 송정해수욕장, 청강리공영차고지

### 2번 (중간 경유 노선용 승강장)
- ● 부산광역시 도시형버스: 31번, 39번, 40번, 63번, 100번, 100-1번, 115-1번, 141번, 181번, 200번

### 3번 (급행버스광안대교방향 승강장)
- ● 부산광역시 급행버스 3001번: 광안대교, 동명대학교, 영선동, 남포역, 다대포
- ● 부산광역시 급행버스 3006번: 광안대교, 동명대학교, 영선동, 장림역, 경제자유구역

## 논란
- 환승센터의 구조상 U턴을 통해 버스가 진입하는 형태인데, 해당 U턴 구간이 시내버스가 회전하기에는 차로가 좁게 설계되어 있어 길이가 긴 저상버스나 좌석버스 차량이 환승센터에 진입할 때 상당히 불편을 겪고 있다.[2] 이 때문에 개통 첫날 버스가 가드레일을 들이받는 사고가 발생했다.[3]

- 환승센터의 위치가 APEC로에 위치해 있어 해운대로를 운행하는 시내버스는 환승센터에 진입하기 위해 불필요한 유턴을 하게 되어 이동 소요시간이 늘어났고, 한쪽 방향만 환승센터를 경유하게 되었다.